# 于鍾霖
于鍾霖（?—?），吉林伯都訥廳人，清朝政治人物、進士出身。
光緒三年（1877年），参加丁丑科殿試，登進士二甲第16名。同年五月，改翰林院庶吉士。光绪六年四月，散館后，授翰林院編修。